# Adelophryne gutturosa
Adelophryne gutturosa es una especie de ránidos de la familia Leptodactylidae.

## Distribución geográfica
Se encuentra en Brasil, la Guayana Francesa, Guayana, Surinam y Venezuela.